# ترس و بقا

رزیدنت ایول (۱۹۹۶) نخستین بازی در سبک ترس و بقا که از این عبارت برای نام‌گذاری این سبک استفاده کرد

ترس و بقا (به انگلیسی: Survival Horror) یک سبک بازی ویدئویی است که در زیرمجموعهٔ سبک اکشن-ماجراجویی قرار دارد و با الهام از ژانر ترس و وحشت است. این دسته از بازی‌ها با فراهم نمودن یک محیط ترسناک، فضایی رعب‌آور را با در اختیار گذاردن مقدار ناچیزی مهمات و سلاح ایجاد می‌کند. در این سبک تمرکز گیم پلی بازی بر روی تلاش قهرمان اصلی برای بقا است مانند بازی‌هایی همچون رزیدنت اویل و پنج شب در کنار فردی.
اگرچه مبارزه می‌تواند بخشی از گیم‌پلی باشد، اما بازیکن نسبت به بازی‌های اکشن معمولی از طریق مهمات یا سلاح‌های محدود، سلامتی، سرعت و دید، یا از طریق موانع مختلف در تعامل بازیکن با مکانیک بازی، کمتر احساس کنترل می‌کند. بازیکن همچنین برای یافتن آیتم‌هایی که مسیر را به مناطق جدید باز می‌کند و پازل‌ها را برای ادامه بازی حل می‌کند، به چالش کشیده می‌شود. بازی‌ها از تم‌های ترسناک قوی مانند محیط‌های پیچ و خم تاریک و حملات غیرمنتظره دشمنان استفاده می‌کنند.
اصطلاح «بقا وحشت» اولین بار برای نسخه اصلی ژاپنی Resident Evil در سال ۱۹۹۶ استفاده شد که تحت تأثیر بازی‌های قبلی با موضوعی ترسناک مانند Sweet Home در سال ۱۹۸۹ و Alone in the Dark در سال ۱۹۹۲ قرار گرفت. این نام از آن زمان برای بازی‌هایی با گیم‌پلی مشابه استفاده می‌شود و به صورت عطف به عناوین قبلی به کار می‌رفت. با انتشار Resident Evil 4 در سال ۲۰۰۵، این سبک شروع به ترکیب ویژگی‌های بیشتری از بازی‌های اکشن و بازی‌های سنتی‌تر تیراندازی اول شخص و سوم شخص کرد. این موضوع باعث شد تا روزنامه‌نگاران بازی این سؤال را مطرح کنند که آیا فرنچایزهای قدیمی ترسناک بقا و فرنچایزهای جدیدتر این ژانر را رها کرده‌اند و به سمت یک ژانر متمایز رفته‌اند که اغلب از آن به عنوان «اکشن وحشت» یاد می‌شود.

## تعریف
در این سبک از بازی‌ها، مبارزه در فضای گیم‌پلی با دشمنان و مهاجمان، بسیار پررنگ و قابل لمس باشد، اما به دلیل کمبود مهمات و سلاح‌های قدرتمند در مقایسه با سایر بازی‌های اکشن-ماجراجویی، کاری بسیار سخت و قهرمان گونه را برای گیمر ایجاد می‌کند. علاوه بر این ویژگی‌ها، گیمر باید در جریان مبارزه‌ها و پیشبرد مراحل این‌چنین بازی‌هایی، به جمع‌آوری آیتم‌های آشکار و مخفی، عبور از مراحل و بخش‌های معمایی، انجام یک بازی خطی، وارد شدن به محیط‌های جدید که به آرامی و با کمترین لمس گیمر صورت می‌پذیرد را در کنار تمامی ویژگی‌های ترسناک و کمبود مهمات و فزایندگی مهاجمان و محیط‌های ترسناک تجربه کند. در این‌گونه بازی‌ها، حرکت‌های سریع، هجوم دشمنان و درجه‌های سختی متفاوت نیز به چشم می‌خورد.
اشاره به واژهٔ ترس و بقا به عنوان یک سبک شناخته شده در بازی‌های ویدئویی، برای نخستین بار، در سال ۱۹۹۶ به‌کار برده شد. زمانی که شرکت کپ‌کام بازی رزیدنت ایول را منتشر کرد. رزیدنت ایول، تأثیر فراوانی از بازی خانه زیبا که در سال ۱۹۸۹ عرضه شد به خود گرفت. بازی‌هایی در این سبک نیز پیش از رزیدنت ایول بودند که دارای پیش‌زمینه ترس و بقا بودند، اما استفاده از این واژه برای این سبک، توسط رزیدنت ایول مطرح و با همین بازی، فراگیر شد. این سبک از بازی‌های ویدئویی در سال ۲۰۰۵ و با انتشار رزیدنت ایول ۴ دچار یک دگرگونی در ساختار خود شد و ویژگی‌های گوناگونی به این سبک افزود. به این ترتیب که بازی دچار افزایش ویژگی‌های اکشن و مبارزاتی شده بود. منتقدان، اضافه شدن این ویژگی‌ها را آسیب‌رسان به این سبک دانسته بودند اما موافقان، با اضافه شدن حرکت‌ها و ویژگی‌های یک بازی اکشن به این سبک از بازی، درحالی که ویژگی‌های ترسناک و رعب‌آور خود را حفظ یا در فرمی دیگر نمایش دهد، راضی‌کننده و بیانگر یک نوآوری می‌دانستند.

## مثال های معروف
- رزیدنت ایول
- پنج شب با فردی
- اوت لست گرنی
- اسلندرینا
- اقای گوشت
- راهبه شیطانی